# Nikola Eterović
Nikola Eterović, né le 20 janvier 1951 à Pučišća (Croatie), est un prélat catholique croate, archevêque et nonce apostolique en Allemagne, depuis le 21 septembre 2013.

## Biographie
Nikola Eterović est ordonné prêtre le 26 juin 1977 par Celestin Bezmalinović (de). Le 25 mars 1980, il rejoint le service diplomatique du Saint-Siège, il travaille dans les nonciatures apostoliques de la Côte d'Ivoire, d'Espagne et du Nicaragua (en). Le 2 février 1984 il est promu chapelain de Sa Sainteté et prélat d'honneur de Sa Sainteté le 25 janvier 1996. Le pape Jean-Paul II le nomme archevêque titulaire de Siscia (de) et nonce apostolique en Ukraine (en) le 22 mai 1999, il est consacré le 10 juillet 1999 en la basilique Saint-Pierre de Rome par le cardinal secrétaire d’État Angelo Sodano, assisté des évêques Ante Jurić (de), archevêque de Split, et Slobodan Štambuk (en), évêque d'Hvar (it). Le 11 février 2004, il est nommé Secrétaire général du Synode des évêques, et le 30 novembre 2009, en raison de la création du diocèse réel de Sisak (de), Eterović est nommé archevêque titulaire de Cibalæ (de).
Il est nommé nonce apostolique en Allemagne le 21 septembre 2013.

### Au sein de la curie romaine
- Membre de la Congrégation pour l'évangélisation des peuples depuis le 9 mai 2009[2]
- Membre du Conseil pontifical pour la promotion de la nouvelle évangélisation depuis le 5 janvier 2011[3]